# Ponson-Debat-Pouts
Ponson-Debat-Pouts é uma comuna francesa na região administrativa da Nova Aquitânia, no departamento dos Pirenéus Atlânticos. Estende-se por uma área de 5,79 km². Em 2010 a comuna tinha 99 habitantes (densidade: 17,1 hab./km²).